# Why Do Fools Fall in Love (Album)
Why Do Fools Fall in Love ist das elfte Studioalbum von Diana Ross. Es erschien im September 1981 und wurde nach dem gleichnamigen Song benannt.

## Geschichte
Why Do Fools Fall in Love war das erste Diana-Ross-Album nach der Trennung von Motown und das erste, das von RCA Records herausgegeben wurde. Benannt wurde es nach einem Cover von Frankie Lymon & the Teenagers, das das Album eröffnet. Das Lied Sweet Nothings ist ebenfalls ein Hit aus den 1950ern und wurde von Ronnie Self für Brenda Lee geschrieben. Das Album enthält Kompositionen verschiedener Songwriter, die für Ross geschrieben wurden. Die meisten Kompositionen stammen von Keyboarder Ray Chew. Ross selbst beteiligte sich nur bei Work that Body am Songwriting. Des Weiteren ist auch eine Soloversion des Duetts Endless Love mit Lionel Richie enthalten.
Why Do Fools Fall in Love war für Diana Ross neben Diana das erfolgreichste Album in den 1980ern. Nach dem Album Diana, war es das zweite Ross-Album, das vom Recording Industry Association of America mit Platin ausgezeichnet wurde. In Finnland erreichte das Album zudem Goldstatus.

## Titelliste
1. Why Do Fools Fall in Love (Frankie Lymon, Morris Levy) – 2:52
2. Sweet Surrender (Leonard Stack, Cheryl Christiansen) – 4:07
3. Mirror, Mirror (Michael Sembello, Michael Matkowsky) – 6:06
4. Endless Love (Lionel Richie) – 4:55
5. It’s Never Too Late (Dan Hartman) – 3:17
6. Think I’m in Love (L. Cheryl Taylor) – 4:13
7. Sweet Nothings (Ronnie Self, Dub Albritton) – 2:59
8. Two Can Make It (Dean Pitchford, Tom Snow) – 3:23
9. Work That Body (Diana Ross, Ray Chew) – 4:57

## Musikstil
Why Do Fools Fall in Love beinhaltet einige Musikstile, die Anfang der 1980er populär waren, so unter anderem Disco, eine Art Aerobic-Nummer (Work That Body), ein Rock-’n’-Roll-Lied im Stil der 1950er und mehrere Balladen.

## Besetzung
Das Album wurde von einer ganzen Reihe von Sessionmusikern eingespielt:
- Michael Brecker: Saxophon
- Randy Brecker: Bläser
- Don Brooks: Mundharmonika
- Francisco Centeno, Neil Jason: Bass
- Ray Chew, Ron Frangipane, Leon Pendarvis: Keyboards
- Bert de Coteaux, Rob Mounsey: Bläser, Streichinstrumente
- Eric Gale, Jeff Mironov: Gitarre
- Leata Galloway, Millie Whiteside: Gesang
- Yogi Horton: Schlagzeug
- George MacDonald: Perkussion
- Pat Renillot: Klavier
- Ed Walsh: Synthesizer

## Kommerzieller Erfolg

### Chartplatzierungen

#### Album
| ChartsChartplatzierungen       | Höchstplatzierung | Wochen |
| ------------------------------ | ----------------- | ------ |
| Vereinigte Staaten (Billboard) | 15 (33 Wo.)       | 33     |
| Vereinigtes Königreich (OCC)   | 17 (24 Wo.)       | 24     |

#### Singles
| Jahr | Titel                     | Höchstplatzierung, Gesamtwochen, AuszeichnungChartplatzierungen (Jahr, Titel, , Platzierungen, Wochen, Auszeichnungen, Anmerkungen) | Höchstplatzierung, Gesamtwochen, AuszeichnungChartplatzierungen (Jahr, Titel, , Platzierungen, Wochen, Auszeichnungen, Anmerkungen) | Höchstplatzierung, Gesamtwochen, AuszeichnungChartplatzierungen (Jahr, Titel, , Platzierungen, Wochen, Auszeichnungen, Anmerkungen) | Höchstplatzierung, Gesamtwochen, AuszeichnungChartplatzierungen (Jahr, Titel, , Platzierungen, Wochen, Auszeichnungen, Anmerkungen) | Anmerkungen                                                                                              |
| Jahr | Titel                     | DE | CH | UK | US | Anmerkungen                                                                                              |
| ---- | ------------------------- | --- | --- | --- | --- | --- |
| 1981 | Endless Love              | — | CH6 (7 Wo.)CH | UK7 Gold · (12 Wo.)UK | US1 Platin · (27 Wo.)US | Erstveröffentlichung: 26. Juni 1981 mit Lionel Richie                                                    |
| 1981 | Why Do Fools Fall in Love | DE17 (15 Wo.)DE | CH9 (5 Wo.)CH | UK4 Silber · (16 Wo.)UK | US7 (20 Wo.)US | Erstveröffentlichung: 25. September 1981 Neuauflage: 1994 Original: Frankie Lymon & the Teenagers (1956) |
| 1981 | Mirror Mirror             | — | — | UK36 (5 Wo.)UK | US8 (14 Wo.)US | Erstveröffentlichung: 11. Dezember 1981                                                                  |
| 1982 | Work That Body            | — | — | UK7 (11 Wo.)UK | US44 (7 Wo.)US | Erstveröffentlichung: 19. März 1982                                                                      |
| 1982 | It’s Never Too Late       | — | — | UK41 (4 Wo.)UK | — | Erstveröffentlichung: Juli 1982                                                                          |

### Auszeichnungen für Musikverkäufe
| Land/Region                  | Auszeichnungen für Musikverkäufe (Land/Region, Auszeichnung, Verkäufe) | Verkäufe  |
| ---------------------------- | ---------------------------------------------------------------------- | --------- |
| Finnland (IFPI)              | Gold                                                                   | 25.000    |
| Kanada (MC)                  | Gold                                                                   | 50.000    |
| Neuseeland (RMNZ)            | Gold                                                                   | 10.000    |
| Vereinigte Staaten (RIAA)    | Platin                                                                 | 1.000.000 |
| Vereinigtes Königreich (BPI) | Gold                                                                   | 100.000   |
| Insgesamt                    | 4× Gold · 1× Platin ·                                                  | 1.185.000 |